# Európa országainak címerei

Az alábbi lista Európa országainak a címereit tartalmazza.

## Nemzetközileg elismert, önálló országok
| Ország               | Címer | Címeres szócikk              |
| -------------------- | ----- | ---------------------------- |
| Albánia              |       | Albánia címere               |
| Andorra              |       | Andorra címere               |
| Ausztria             |       | Ausztria címere              |
| Azerbajdzsán         |       | Azerbajdzsán címere          |
| Belgium              |       | Belgium címere               |
| Bosznia-Hercegovina  |       | Bosznia-Hercegovina címere   |
| Bulgária             |       | Bulgária címere              |
| Csehország           |       | Csehország címere            |
| Dánia                |       | Dánia címere                 |
| Egyesült Királyság   |       | Az Egyesült Királyság címere |
| Észtország           |       | Észtország címere            |
| Fehéroroszország     |       | Fehéroroszország címere      |
| Finnország           |       | Finnország címere            |
| Franciaország címere |       | Franciaország címere         |
| Görögország          |       | Görögország címere           |
| Grúzia               |       | Grúzia címere                |
| Hollandia            |       | Hollandia címere             |
| Horvátország         |       | Horvátország címere          |
| Izland               |       | Izland címere                |
| Írország             |       | Írország címere              |
| Lengyelország        |       | Lengyelország címere         |
| Lettország           |       | Lettország címere            |
| Liechtenstein        |       | Liechtenstein címere         |
| Litvánia             |       | Litvánia címere              |
| Luxemburg            |       | Luxemburg címere             |
| Macedónia            |       | Macedónia címere             |
| Magyarország         |       | Magyarország címere          |
| Málta                |       | Málta címere                 |
| Moldova              |       | Moldova címere               |
| Monaco               |       | Monaco címere                |
| Montenegró           |       | Montenegró címere            |
| Németország          |       | Németország címere           |
| Norvégia             |       | Norvégia címere              |
| Olaszország          |       | Olaszország címere           |
| Oroszország          |       | Oroszország címere           |
| Örményország         |       | Örményország címere          |
| Portugália           |       | Portugália címere            |
| Románia              |       | Románia címere               |
| San Marino           |       | San Marino címere            |
| Spanyolország        |       | Spanyolország címere         |
| Svájc                |       | Svájc címere                 |
| Svédország           |       | Svédország címere            |
| Szerbia              |       | Szerbia címere               |
| Szlovákia            |       | Szlovákia címere             |
| Szlovénia            |       | Szlovénia címere             |
| Törökország          |       | Törökország címere           |
| Ukrajna              |       | Ukrajna címere               |
| Vatikán              |       | A Vatikán címere             |

## Függő területek
| Ország             | Függő terület       | Címer | Címeres szócikk            |
| ------------------ | ------------------- | ----- | -------------------------- |
| Dánia              | Feröer              |       | Feröer címere              |
| Egyesült Királyság | Akrotíri és Dekélia |       | Akrotíri és Dekélia címere |
| Egyesült Királyság | Gibraltár           |       | Gibraltár címere           |
| Egyesült Királyság | Guernsey            |       | Guernsey címere            |
| Egyesült Királyság | Jersey              |       | Jersey címere              |
| Egyesült Királyság | Man sziget          |       | A Man sziget címere        |

## Vitatott státuszú területek
| Terület                     | Címer | Címeres szócikk                      |
| --------------------------- | ----- | ------------------------------------ |
| Abházia                     |       | Abházia címere                       |
| Dél-Oszétia                 |       | Dél-Oszétia címere                   |
| Dnyeszter Menti Köztársaság |       | A Dnyeszter Menti Köztársaság címere |
| Észak-Ciprus                |       | Észak-Ciprus címere                  |
| Hegyi-Karabah               |       | Hegyi-Karabah címere                 |
| Koszovó                     |       | Koszovó címere                       |